# Novohradkivka, Odesa
Novohradkivka (în ucraineană Новоградківка, în germană Neuburg) este un sat în comuna Dalnic din raionul Odesa, regiunea Odesa, Ucraina, formată numai din satul de reședință. Satul a fost locuit de germanii pontici. Aceștia proveneau din Württemberg și au fondat satul în 1806.

## Demografie
Componența lingvistică a comunei Novohradkivka
     Ucraineană (75,5%)
     Rusă (21,88%)
     Alte limbi (1,82%)
Conform recensământului din 2001, majoritatea populației comunei Novohradkivka era vorbitoare de ucraineană (75,5%), existând în minoritate și vorbitori de rusă (21,88%).